# حمادی احمد
حمادی احمد (عربی: حمادي احمد عبدالله الدعية؛ زاده ۱۸ اکتبر ۱۹۸۹) یک بازیکن فوتبال اهل عراق است.
وی همچنین در تیم ملی فوتبال عراق بازی کرده است.